# Henry Vestine
Henry Charles Vestine, född 25 december 1944 i Takoma Park i Maryland, död 20 oktober 1997, var en amerikansk blues- och rockgitarrist med svenska rötter. 
Henry Vestine gjorde sig tidigt bemärkt som blueshistoriker. Tillsammans med barndomsvännen John Fahey lyckades han 1964 (ännu bara 19 år gammal) lokalisera och återupptäcka blueslegenden Skip James. Kort därefter blev Vestine medlem av Frank Zappas Mothers of Invention, som han dock snart lämnade. Mest känd har Vestine blivit som medlem av Canned Heat från och med 1966. Vestines bruk av droger ledde 1969 till att han tvingades lämna gruppen efter en konflikt med basisten Larry Taylor, men han återvände ett år senare. Under mellanperioden försökte han i Texas formera gruppen Sun, som dock inte blev långlivad. 
Under större delen av 1970-talet tillhörde Vestine Canned Heat och han medverkade på en rad av gruppens album. Problem med droger och andra konflikter gjorde att hans medverkan blev mer sporadisk under 1980- och det tidiga 1990-talet, men 1994 återvände han för att stanna. Vid det laget började hans hälsa att vackla, och den 20 oktober 1997 påträffades han död på ett hotellrum i Paris. Två dagar tidigare hade han genomfört sin sista spelning med Canned Heat i Gouvy i Belgien.
Henry Vestines far, Ernest Harry Vestine (1906–1968), var en känd amerikansk rymdforskare, efter vilken kratern Vestine på månen är uppkallad. Själv uttryckte Henry Vestine före sin död en önskan att hans aska skulle strös över kratern i samband med en framtida eventuell månlandning. Tills vidare är han dock gravsatt i Eugene, Oregon.
Förutom åtskilliga album med Canned Heat spelade Henry Vestine in två soloalbum: Guitar Gangster (1991) samt det 2002 postumt utgivna I Used to Be Mad! (But Now I'm Half Crazy), inspelat med övriga Canned Heat 1981. I Canned Heat var han känd under smeknamnet "The Sunflower", men han kallades ibland även "Wildman" och "Loquisimo". År 2003 placerade tidskriften Rolling Stone honom på 77:e plats i deras ranking av världens 100 främsta rockgitarrister genom tiderna.